# Leopold Grimm

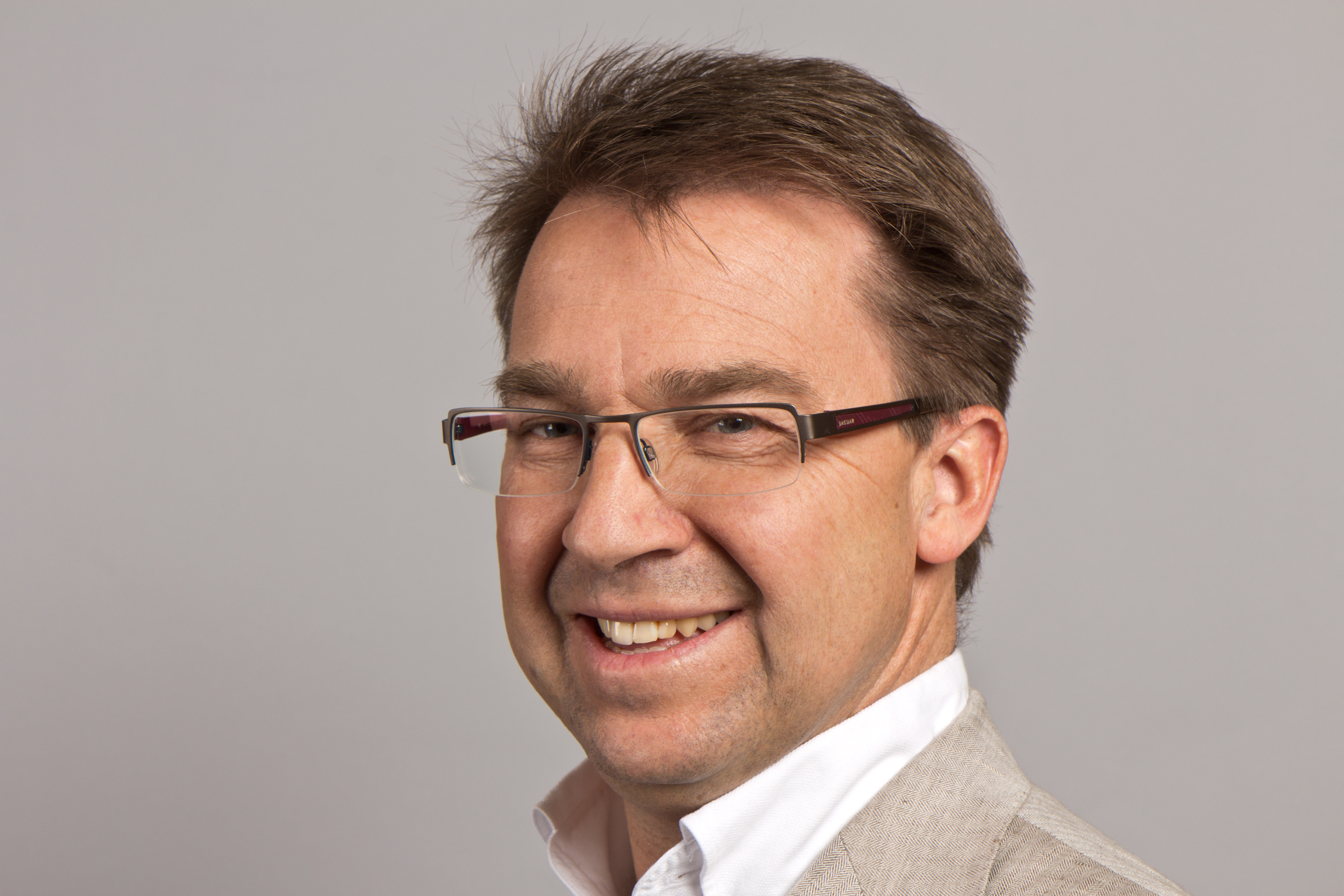
Leo Grimm (2013)

Leopold Grimm, bekannt als Leo Grimm, (* 16. November 1962 in Spaichingen) ist ein deutscher Unternehmer und Politiker  der FDP. Er war von 2011 bis 2014 Abgeordneter des Landtags von Baden-Württemberg.

## Ausbildung und Beruf
Leo Grimm absolvierte von 1980 bis 1984 eine Ausbildung zum Werkzeugmacher. Nach dem Grundwehrdienst war er in seinem erlernten Beruf tätig. 1989 gründete er ein mittelständisches Unternehmen im Sondermaschinenbau, die Grimm Zuführtechnik GmbH & Co. KG, die heute (2019) rund 55 Mitarbeiter beschäftigt.

## Politik
Leo Grimm war zunächst in der Jungen Union und der CDU. Später kandidierte er in einer eigenen Liste für den Spaichinger Gemeinderat. 2007 wurde er Vorsitzender des damals neu gegründeten FDP-Ortsverbands. Seit 2009 ist er im Spaichinger Gemeinderat und dabei Fraktionsvorsitzender der neuen FDP-Liste. Gleichzeitig wurde er Kreisrat im Kreistag Tuttlingen, dem er bis 2021 angehörte.
2010 wurde er mit 28 Stimmen Vorsprung vor Claus-Peter Bensch zum Kandidaten für die baden-württembergische Landtagswahl im März 2011 gewählt. Bei der Wahl gewann er ein Zweitmandat für die FDP im Landtagswahlkreis Tuttlingen-Donaueschingen.
Zum 1. August 2014 legte Leo Grimm sein Landtagsmandat nieder, für ihn rückte Niko Reith nach.
Im Juli 2020 griff Grimm am Rande einer Gemeinderatssitzung den ehemaligen Grünen-Gemeinderat Hermann Polzer tätlich an, als dieser ihn im Gespräch mit Grimms ehemaligem Berater, dem wegen Volksverhetzung verurteilten Blogger Jochen Kastilan, hatte fotografieren wollen.
Leopold Grimm ist laut Pressemeldung vom 12. Mai 2024 aus der FDP ausgetreten und hat die FDP-Fraktion im Gemeinderat der Stadt Spaichingen verlassen.

## Privates
Leo Grimm ist katholisch und hat drei Geschwister. Er ist ledig und wohnt mit seiner Lebensgefährtin in Spaichingen. Von 2006 bis 2008 sowie von 2014 bis 2019 war Grimm Präsident des Fußballvereins FC 08 Villingen.